# Bill Denbrough
William Denbrough é um personagem fictício criado por Stephen King e o protagonista de seu romance de 1986, It. O personagem é considerado o líder do "The Loser's Club" (em português: "Clube dos Otários"). Ele encontra e mata Pennywise, o Palhaço Dançarino, depois que seu irmão mais novo, Georgie, foi morto pelo palhaço. O personagem foi retratado pela primeira vez na minissérie de 1990 por Jonathan Brandis quando criança, e por Richard Thomas como adulto; depois na série de televisão de 1998 por Mamik Singh como adulto. Na adaptação de 2017 e na sequência de 2019, o personagem foi retratado por Jaeden Martell como criança e James McAvoy como adulto.